# ꭐ
Cette page contient des caractères spéciaux ou non latins. S’ils s’affichent mal (▯, ?, etc.), consultez la page d’aide Unicode.
Le ꭐ, appelé ui, est une lettre additionnelle latine utilisée dans l’alphabet Anthropos.

## Utilisation
Dans l’alphabet Anthropos révisé de 1924, ui ‹ ꭐ › représente une voyelle fermée antérieure arrondie [y], par exemple le ü du mot allemand süß. Dans l’alphabet Anthropos de 1907, celle-ci était représentée avec une u tréma ‹ ü ›. Ce symbole peut aussi être diacrité d’un point souscrit ‹ ꭐ̣ › pour représenter une voyelle fermée antérieure arrondie plus ouverte, par exemple le u du mot français lutter, ou être diacrité d’un macron souscrit ‹ ꭐ̱ › pour représenter une voyelle fermée antérieure arrondie plus fermée (ou une voyelle pré-fermée antérieure arrondie), par exemple le ü du mot allemand drückend. Sa forme culbutée ‹ ꭑ › représente une voyelle fermée centrale non arrondie [ɨ].

## Représentations informatiques
Le ui peut être représenté avec les caractères Unicode (Latin étendu E) suivants :
| formes    | représentations | chaînes de caractères | points de code | descriptions               |
| --------- | --------------- | --------------------- | -------------- | -------------------------- |
| minuscule | ꭐ               | ꭐ                     | U+AB50         | lettre minuscule latine ui |